# Сердечная астма
Серде́чная а́стма — симптом, который проявляется приступами удушья длительностью от нескольких минут до нескольких часов и возникающий при инфаркте миокарда, кардиосклерозе, пороках сердца и других болезнях, сопряжённых с сердечной недостаточностью (левых отделов сердца). Возможны кашель и свистящее дыхание. На рентгене наблюдается увеличение размеров сердца и жидкость в тканях легких.

## История
Впервые связал возникновение одышки с застоем в малом круге кровообращения  Вьессан (A. Vieussens) (1715г.). Видели причину сердечной астмы в острой слабости левого желудочка и диссоциации в работе обоих желудочков так же и Хоупа (J. Норе, 1832, а затем Л. Траубе (1878).

## Этиология
Сердечная астма возникает при остром интерстициальном отёке лёгочной ткани, к чему приводит острая левожелудочковая недостаточность при сохранной функции правого желудочка и увеличение объёма крови, поступающей в малый круг кровообращения. Причиной может быть поражение при инфаркте миокарда, миокардите или ухудшение коронарного кровоснабжения при стенокардии, сильное увеличение нагрузки, которое превышает резервы миокарда больного (при гипертоническом кризе, физическом или психоэмоциональном перенапряжении).
Возможно развитие отёка легких.